# Makkoshotyka
Makkoshotyka község Borsod-Abaúj-Zemplén vármegyében, a Sárospataki járásban.

## Fekvése
Miskolctól közúton kb. 80 km-re északkeletre, a Tokaj-hegyaljai borvidéken található. A legközelebbi szomszéd település a 4 kilométerre fekvő Hercegkút, a legközelebbi város pedig a mintegy 7 kilométerre található Sárospatak.
Csak közúton közelíthető meg, a 37-es főút felől, ahonnan észak felé kell letérni a 38 115-ös útra; ugyanarról az útról érhető el Hercegkút is.

## Története
A település a 12. század második felében jött létre. A tatárjárás idején már szőlőtermesztő vidék volt, mert feljegyzések szerint a tatárok elől a borospincékben kerestek menedéket a lakosok. 1262-ben V. István adományozta egy Hugka nevű vitéznek, az ő nevéből ered a „Hotyka” név.
Az 1945-ös földosztás előtt a Meczner család birtoka volt. Meczner Rudolf építtette a település felső részén található kastélyt és a kápolnát is. A másik kastélyt Meczner Tibor építtette, miután elveszítette Kassa környéki birtokait a trianoni békeszerződés miatt.

## Közélete

### Polgármesterei
- 1990–1994: Migléczi László (független)[4]
- 1994–1998: Migléczi László (független)[5]
- 1998–2002: Gyárfásné Bartus Rózsa (független)[6]
- 2002–2006: Gyárfásné Bartus Rózsa (független)[7]
- 2006–2010: Vitányi Julianna (független)[8]
- 2010–2014: Kántor Ferenc (Fidesz-KDNP)[9]
- 2014–2019: Kántor Ferenc (Fidesz-KDNP)[10]
- 2019–2024: Kántor Ferenc (Fidesz-KDNP)[11]
- 2024– : Kántor Ferenc (Fidesz-KDNP)[1]

## Népesség
A település népességének változása:
| Lakosok száma | 892  | 891  | 861  | 783  | 759  | 735  | 751  |
|               | 2013 | 2014 | 2015 | 2021 | 2022 | 2023 | 2024 |

2001-ben a település lakosságának 51%-a magyar, 49%-a cigány nemzetiségűnek vallotta magát.
A 2011-es népszámlálás során a lakosok 95,5%-a magyarnak, 28,1% cigánynak, 0,7% németnek, 0,2% románnak mondta magát (4,5% nem nyilatkozott; a kettős identitások miatt a végösszeg nagyobb lehet 100%-nál). A vallási megoszlás a következő volt: római katolikus 59,2%, református 30,5%, görögkatolikus 1,1%, felekezeten kívüli 1,4% (7,7% nem válaszolt).
2022-ben a lakosság 90,9%-a vallotta magát magyarnak, 23,5% cigánynak, 0,1-0,1% németnek, románnak, ruszinnak, lengyelnek és horvátnak, 0,5% egyéb, nem hazai nemzetiségűnek (9,1% nem nyilatkozott; a kettős identitások miatt a végösszeg nagyobb lehet 100%-nál). Vallásuk szerint 41,2% volt római katolikus, 21,6% református, 3,8% görög katolikus, 0,3% egyéb keresztény, 0,1% evangélikus, 4,3% felekezeten kívüli (28,1% nem válaszolt).

## Címer leírása
Álló, csücsköstalpú tárcsapajzs vörös mezejében zöld hármashalom középsőjén karózott arany szőlőtő áll két fürttel és három levéllel. A szőlőtövet kétoldalról egy-egy állított arany szarvasagancs kíséri. A címerpajzsot kétoldalról egy-egy, szárukon alul keresztbetett és öt-öt arany makkterméssel ékített zöld tölgyfaág övezi. A címer alatt lebegő, hármas tagolású íves arany szalagon feketével nagybetűs MAKKOSHOTYKA településnév.
A címerkép megfogalmazásához a település jellemzői adtak támpontot.
A természeti adottságokat jelképezi a hármashalom, valamint a tölgyágak. Előbbi részben utal a község régi, Makramál-Hogyka nevére is, mivel a "mál" hegyoldalt jelent. A címer külső díszeként megjelenő tölgyágak a termésekkel pedig a mai településnév "Makkos-" előtagjára utalnak. A tölgy a legrangosabb címernövény a heraldikában, melyet gazdag szimbólumértéke magyaráz.
Az ősi, de napjainkig is hagyományokkal bíró foglalkozásokat: a vadászatot és a borkultúrát is ábrázolják a címertervek, a szarvasfej illetve agancs, valamint a szőlőtő illetve szőlőfürt megjelenítésével.
Fontos szerepet tulajdonított a képviselő-testület annak, hogy a címer tükrözze a falunak a honfoglalás óta megőrzött magyaros jellegét. Ezt a heraldikai mázak biztosítják: a fehér felületen megjelenő vörös pajzs a zöld növényi koszorúval együtt nemzeti színeinket idézi.
Mint minden kultúra, a heraldika is a kozmikus világhoz kapcsolta a színeket. A címerterveken megjelenő mázak - színek és fémek - a címertan szabályainak megfelelően kerültek alkalmazásra. Szimbolikus jelentéstartalmuk a következő:
Fém: arany (Nap): értelem, ész, hit, tekintély, fenség, erény, erkölcsösség.
Színek: vörös (Mars). hazaszeretet, önfeláldozás, tenni akarás, nagylelkűség; zöld (Vénusz): szabadság, szeretet, szépség, remény, örökkévalóság.

## Nevezetességei
- Meczner-kastély (klasszicista stílusú)[15]
- Meczner-kápolna (1911–1912)[16]
- A településen áthalad az Országos Kéktúra.
- Erdészeti emlékmű[17]
- Tájház
- Faszobrok[18]
- Tanösvény (Király-hegy)

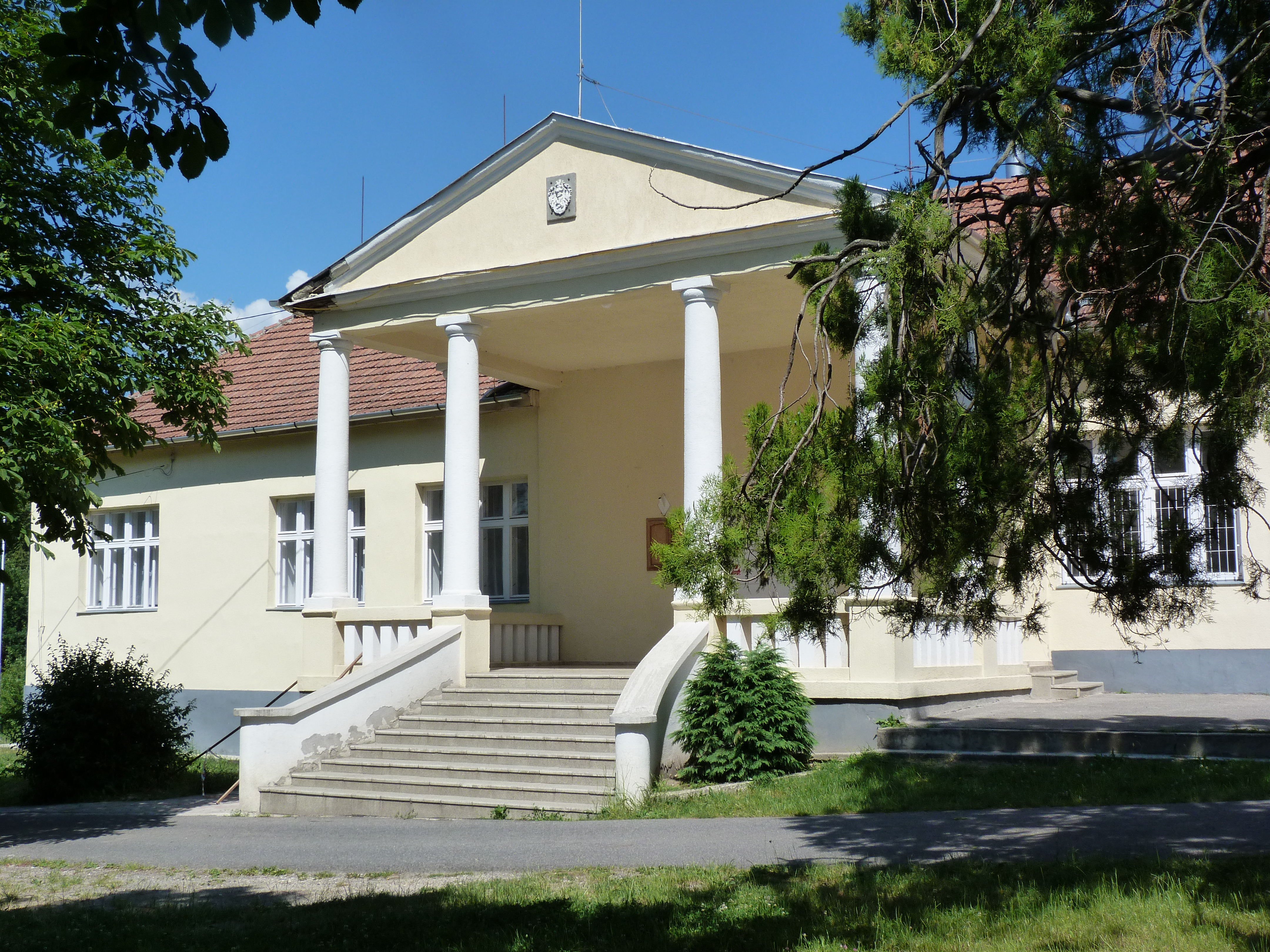
A klasszicista stílusú Meczner-kastély
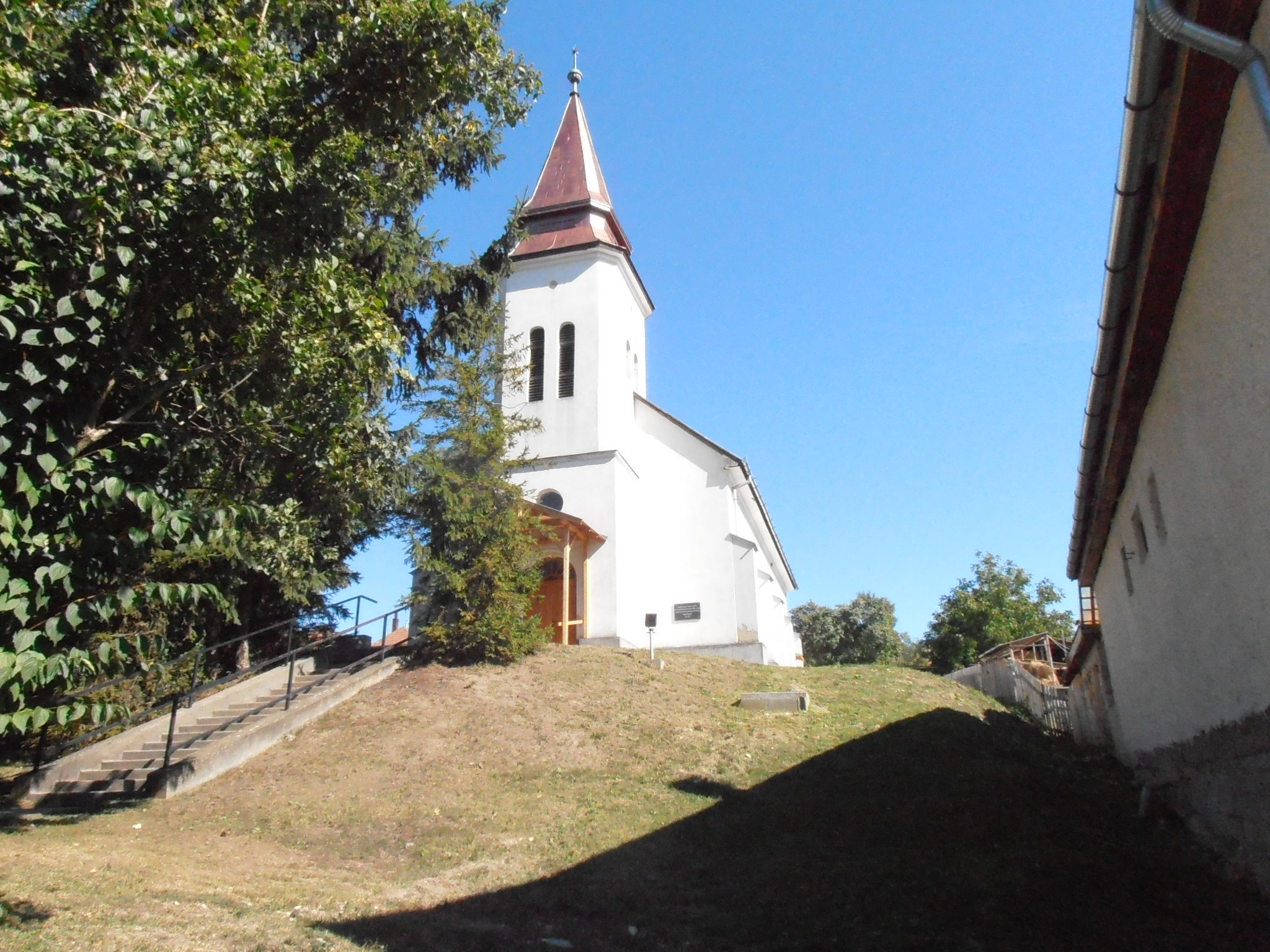
A református templom
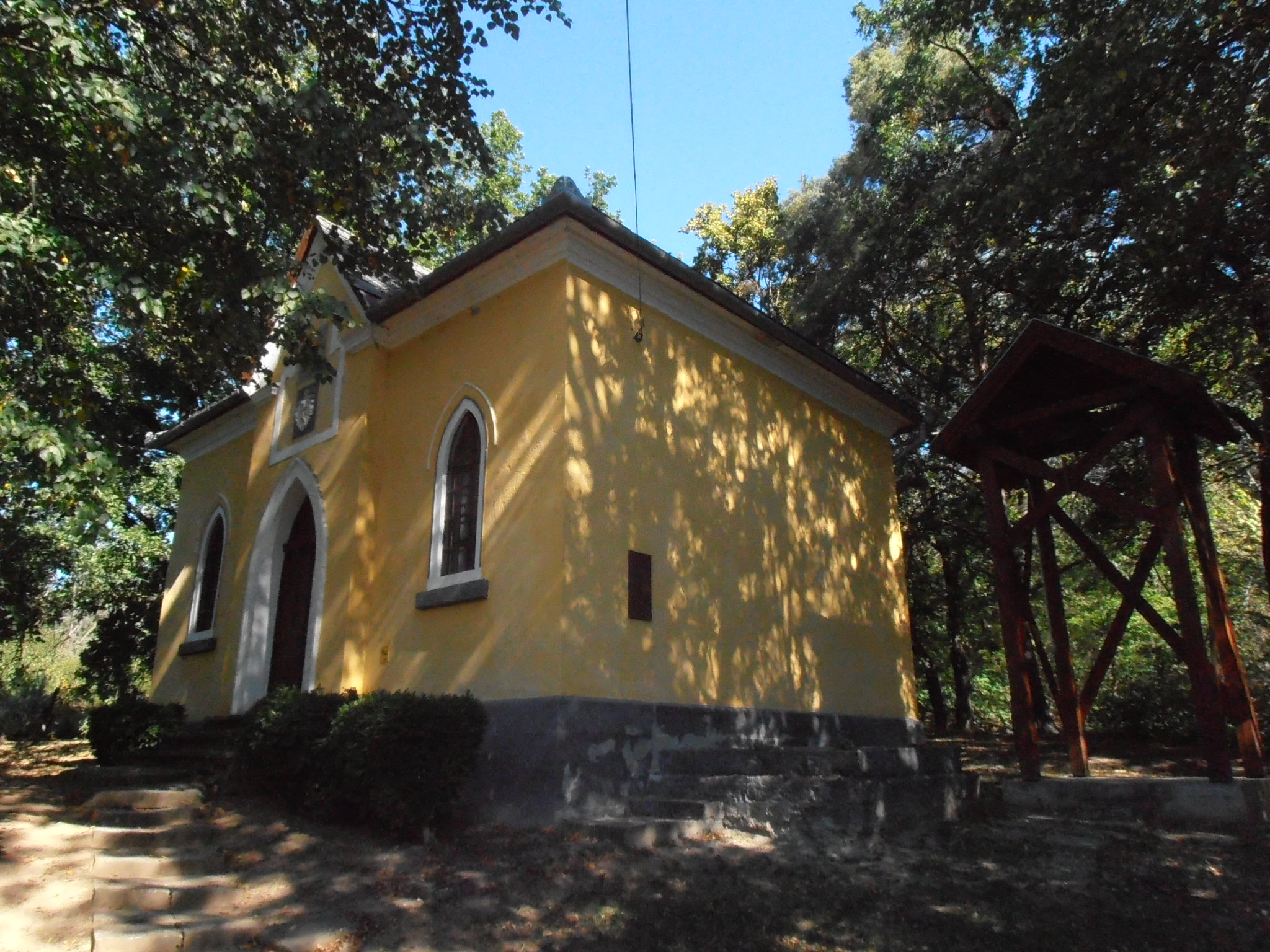
A Meczner-kápolna és sírbolt